# Otfried Krzyzanowski
Otfried Friedrich Krzyzanowski (* 25. Juni 1886 in Starnberg, Bayern; † 30. November 1918 in Wien) war ein österreichischer Bohémien und Lyriker.

## Leben
Krzyzanowski war der Sohn von Heinrich Krzyzanowski (1855–1933), einem Jugendfreund von Hans Rott und Gustav Mahler, und Auguste, geb. Tschuppik (1861–1909). Ab 1897 in Wien aufgewachsen, studierte er ab 1907 Philosophie an der Universität Wien. Nach dem Tod der Mutter 1909 brach er 1910 das Studium ab und widmete sich der Literatur und der Bohème. Er verweigerte sich der bürgerlichen Lebensform:
„Ich habe zwar gedichtet und gelernt, weiß aber recht wohl: Arbeit ist das nicht zu nennen. Die Wahrheit ist, ich mache gar nichts und Nichtstun ist eine große Plage. Wie wenige halten das aus!“ (Gegen die Müßiggänger, 1918, zit. nach Gesammelte Werke, S. 59)
Ab 1912 erschienen in Zeitschriften einige wenige Gedichte und Prosaskizzen, die dem Expressionismus zuzurechnen sind. Auch Friedrich Nietzsche beeinflusste ihn. „In seiner lyrischen Diktion orientiert er sich weitgehend an konventionellen, reduktiv-strengen, reimverpflichteten Versformen, deklariert seine Gedichte oft als Lieder und verleiht ihnen Musikalität etwa durch eine ritornellartige Struktur.“ (H. Vollmer, S. 192)

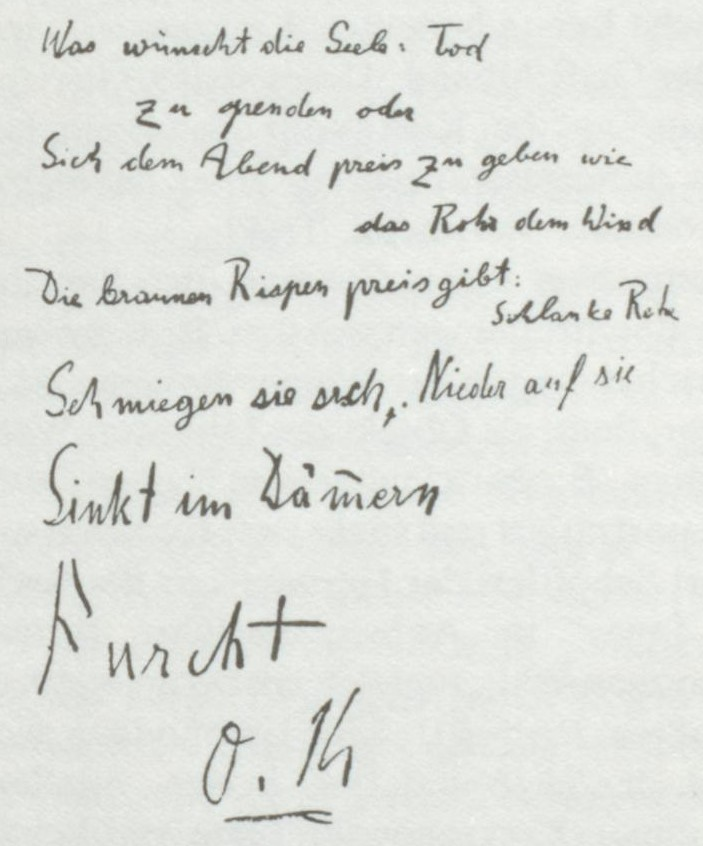
Was wünscht die Seele

Er lebte zu dieser Zeit in Not und Armut. Seine Gönner fand er in den Kaffeehäusern, besonders im Café Central im Kreis um Franz Blei und Franz Werfel. Wesentlich bekannter als durch seine Werke ist er als Gestalt des Wiener Kaffeehauses. Franz Werfel verewigte ihn in seinem Schlüsselroman Barbara oder die Frömmigkeit in der Figur des Gottfried Krasny. Auch in den Werken von Alfred Polgar, Anton Kuh, Albert Ehrenstein, Otto Soyka u. a. finden sich Schilderungen Krzyzanowskis.
Während der Wirren nach Ende des Ersten Weltkrieges stirbt Krzyzanowski am 30. November 1918 durch Verhungern. Als offizielle Todesursache wird vom Wiener Allgemeinen Krankenhaus „Auszehrung“ und „Entkräftung“ angeführt. Da er ständig zwischen den verfeindeten Literaten-Zirkeln des Café Central und des Café Herrenhof gependelt war, wurde er von seinen Bekannten zu spät vermisst. Das von ihnen bezahlte Begräbnis wird von Blei und Werfel geschildert: Der Grabredner Blei nennt ihn beharrlich Othmar.
1919 erschien im Kurt Wolff Verlag postum der Gedichtband Unser täglich Gift. 1923 vertonte Ernst Křenek das Gedicht Erinnerung. Möglicherweise war Krzyzanowski auch das Vorbild für Franz Kafkas Hungerkünstler. Gemeinsame Bekannte und der dokumentierte Besuch Kafkas im Café Central 1917 lassen dies vermuten.

## Werke

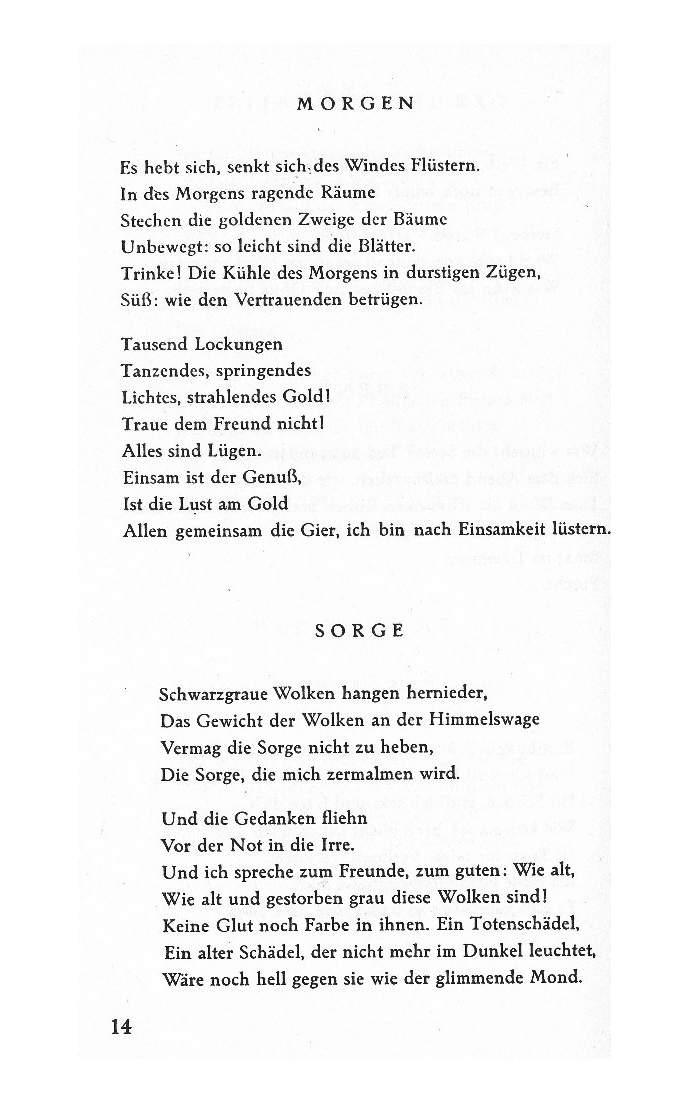
Scan des historischen Buches Unser täglich Gift

- Otfried Krzyzanowski: Unser täglich Gift. Gedichte. Kurt Wolff Verlag, Leipzig 1919 (= Der jüngste Tag, Bd. 67), online
- Otfried Krzyzanowski: „Unser täglich Gift“. Gesammelte Werke. Hrsg. und mit einem Nachwort von Hartmut Vollmer. Igel Verlag, Oldenburg 2003. ISBN 3-89621-171-4